# Welterbe in Burundi
Burundi hat die Welterbekonvention 1982 ratifiziert. Bislang (Stand 2016) wurde noch keine Stätte in Burundi in das UNESCO-Welterbe aufgenommen.

## Tentativliste
In der Tentativliste sind die Stätten eingetragen, die für eine Nominierung zur Aufnahme in die Welterbeliste vorgesehen sind. Derzeit (2016) sind zehn Stätten in der Tentativliste von Burundi eingetragen, die letzte Eintragung erfolgte 2007. Die folgende Tabelle listet die Stätten in chronologischer Reihenfolge nach dem Jahr ihrer Aufnahme in die Tentativliste (K – Kulturerbe, N – Naturerbe, K/N – gemischt).
| Bild                                                         | Bezeichnung                                                  | Jahr | Typ | Ref. | Beschreibung |
| ------------------------------------------------------------ | ------------------------------------------------------------ | ---- | --- | ---- | --- |
|                                                              | Königsresidenz von Burundi: Die Hütte von Gishora            | 2007 | K   | 5141 | Das königliche Anwesen Gishora wurde von Mwami Ntare Rugamba in der ersten Hälfte des 19. Jahrhunderts nach seinem Sieg über den Rebellenführer Ntibirangwa gegründet. Es liegt auf dem Gipfel des Gishora-Hügels in der Gemeinde Giheta, 7 km von der Stadt Gitega entfernt. |
|                                                              | Der traditionelle Rugo von Mugamba                           | 2007 | K   | 5142 | Die niedrigen Temperaturen in der Region Mugamba haben die Bevölkerung dazu veranlasst, Lehmbauten zu errichten, um sich vor den niedrigen Temperaturen und der hohen Luftfeuchtigkeit zu schützen. Der Rugo bildet eine Wohneinheit (inzu) für alle Mitglieder einer Familie und ist von einem Bambuszaun (urugo) umgeben.                                                                         |
| Heilige Naturlandschaften Muramvya, Mpotsa und Nkiko-Mugamba | Heilige Naturlandschaften Muramvya, Mpotsa und Nkiko-Mugamba | 2007 | K/N | 5143 | Umfasst die Inthronisationsroute der Bami (Könige), die königliche Hauptstadt Mbuye, die Nekropole der Königinnenmütter in Mpotsa und die königlichen Nekropolen von Nkiko-Mugamba. |
|                                                              | Gasumo, die südlichste Nilquelle                             | 2007 | N   | 5144 | Die südlichste Nilquelle befindet sich in der Gemeinde Rutovu in der Provinz Bururi und wurde 1937 von dem deutsch-belgischen Forscher Burkhart Waldecker entdeckt. |
|                                                              | Rwihinda – See der Vögel                                     | 2007 | N   | 5145 | Der Rwihinda, auch „See der Vögel“ genannt, ist einer von acht Seen im Norden Burundis an der Grenze zu Ruanda, die zum Einzugsgebiet des Nils gehören. Er erstreckt sich über eine Fläche von 425 Hektar und ist Durchzugs- und Überwinterungsgebiet für rund 20 Zugvogelarten. |
| (weitere Bilder)                                             | Tanganjikasee                                                | 2007 | N   | 5146 | Mit einem Alter von über 12 Millionen Jahren ist der Tanganjikasee der älteste See im Afrikanischen Grabenbruch. Er ist bis zu 1.435 m tief und damit nach dem Baikalsee in Russland der zweittiefste See der Welt. Sein Volumen von 18.800 km³ macht ihn zum größten Süßwasserreservoir Afrikas.                                                                                                   |
| Naturreservat Ruzizi                                         | Naturreservat Ruzizi                                         | 2007 | N   | 5147 | Das Reservat ist das einzige Gebiet des Landes, in dem die endemische Doumpalme Hyphaena benguellensis var ventricosa Ibikoko vorkommt, deren Früchte auch „pflanzliches Elfenbein“ genannt werden. Das Deltagebiet ist Brutgebiet für Zugvögel und bevorzugtes Nistgebiet für Limikolenarten wie Himantopus himantopus und Vanellus coronatus.                                                     |
| Kibira-Nationalpark                                          | Kibira-Nationalpark                                          | 2007 | N   | 5148 | Der Kibira-Nationalpark besteht aus drei noch intakten Waldgebieten mit sehr unterschiedlichen Ökosystemen. Der Park spielt eine wichtige Rolle im Einzugsgebiet des Kongo und Nils. Er hat großen Einfluss auf die Regulierung des Wasserhaushalts und den Schutz der Böden vor Erosion. Am Rande des Waldes befinden sich Thermalquellen, die wegen ihrer therapeutischen Wirkung besucht werden. |
| Ruvubu-Nationalpark                                          | Ruvubu-Nationalpark                                          | 2007 | N   | 5149 | Der Ruvubu-Nationalpark ist der einzige Ort in Burundi, an dem Büffel, Pferdeantilopen, Wasserböcke und Rote Stummelaffen leben. |
|                                                              | Die Wasserfälle von Karera und der Nyakazu-Wasserfall        | 2007 | N   | 5150 | Umfasst die Karera-Wasserfälle und die Karera-Höhle sowie die Nyakazu-Schlucht und den Nyakazu-Wald. |